# Amaurina ruteri
Amaurina ruteri är en skalbaggsart som beskrevs av Franz Antoine 2000. Amaurina ruteri ingår i släktet Amaurina och familjen Cetoniidae. Inga underarter finns listade i Catalogue of Life.